# 梅林固件
梅林固件（英語：Asuswrt-Merlin）是一套路由器固件系统，由加拿大人Eric Sauvageau（Merlin）在华硕开源的路由器固件Asuswrt基础上开发而成。 相比于原版Asuswrt固件，梅林固件修复了一些Bug，并且添加了一些功能。 目前，梅林固件按照GPL v2许可证在GitHub上开源。
由于梅林固件是基于华硕的Asuswrt固件开发而来，它主要安装在华硕制造的路由器上，但也有部分其他厂商制造的路由器可以安装梅林固件。